# Ralph Baer

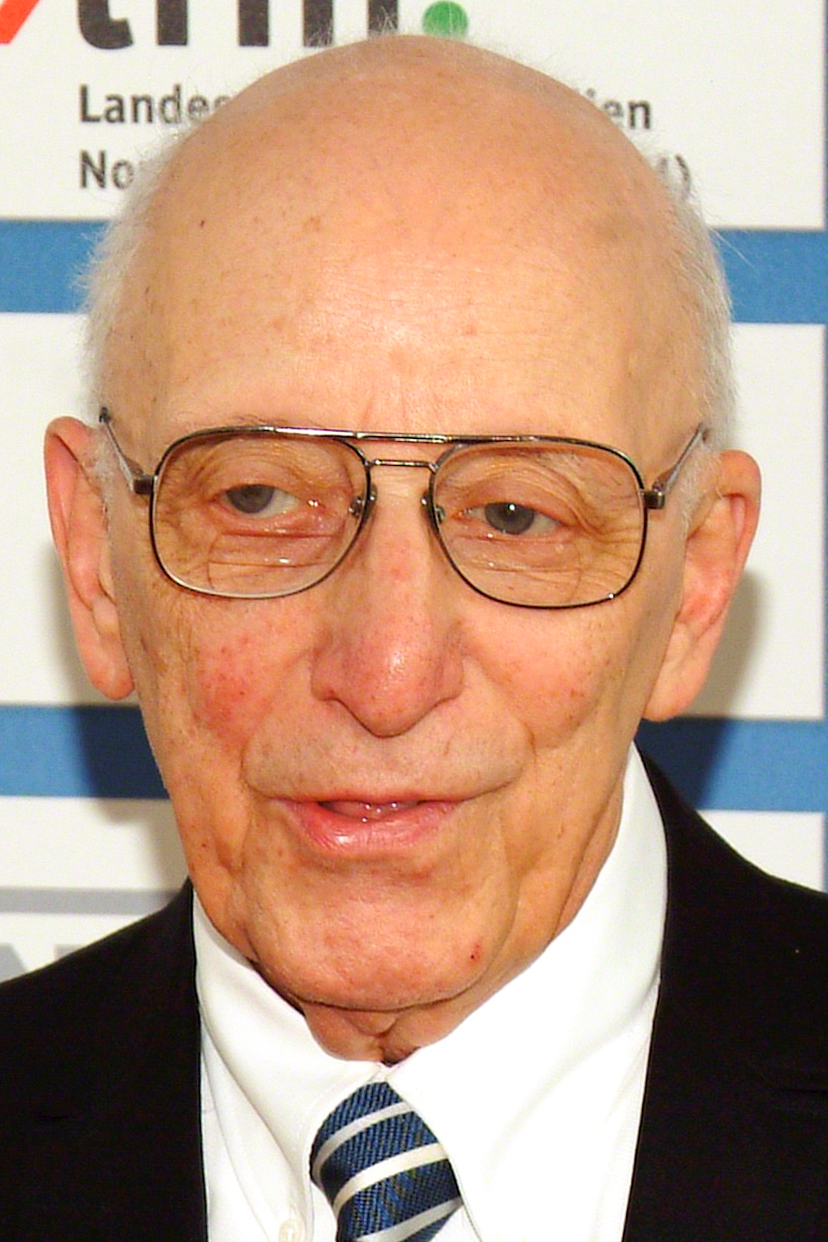
Ralph Baer auf dem Lara-Games-Award 2009 in Köln

Ralph Henry Baer (* 8. März 1922 in Rodalben; † 6. Dezember 2014 in Manchester, New Hampshire) war ein deutschamerikanischer Spieleentwickler. Er entwickelte ab 1967 zusammen mit William L. Harrison und William T. Rusch die erste für den Heimgebrauch gedachte Spielkonsole, das Odyssey.

## Leben
Baer wuchs im pfälzischen Pirmasens auf, wo sein Vater eine Gerberei besaß, die jedoch die Wirtschaftskrise nach dem Ersten Weltkrieg nicht überlebte. Danach war Baers Vater als Handelsvertreter einer Pirmasenser Schuhfabrik tätig, für die er später mit der Familie nach Köln zog. Ralph Baer war zum Teil Autodidakt. Im Alter von 14 Jahren musste er die Schule verlassen, weil er aus einer jüdischen Familie stammte. Zwei Monate vor der Reichspogromnacht (9. November 1938) flüchtete er mit seiner Familie in die USA, wo er per Fernkurs am National Radio Institute in der Radio- und Fernsehwartung ausgebildet wurde. Nach dem Eintritt in die Armee und der Teilnahme am Zweiten Weltkrieg wurde er in Großbritannien – dem Ort seiner Stationierung – in der Algebra ausgebildet. Ein Jahr nach Rückkehr aus dem Krieg schrieb er sich am American Television Institute of Technology (Chicago) ein. Dort setzte er seine Ausbildung fort und erhielt einen Bachelor-Abschluss in Fernsehtechnik. 1951 begann er bei der Loral Corporation zu arbeiten, wo er unter anderem neue Fernseh-Empfangsgeräte entwickelte. Ab 1955 war Baer beim Militärzulieferer Sanders Associates angestellt. Dort arbeitete er 30 Jahre lang, die ersten 15 Jahre im Bereich Militärprojekte. Dabei beschäftigte er sich auch mit Transistoren und Mikroprozessoren.
Als Fachmann der Fernsehtechnik machte sich Baer Gedanken über eine zusätzliche Nutzung der Fernsehgeräte. So kam er im August 1966 auf die Idee, eine Spielekonsole und Spiele zu entwickeln, welche über das Fernsehgerät betrieben werden können. Als einer der Abteilungsleiter bei Sanders war es ihm möglich, seine Idee zu verwirklichen. Er plante und entwickelte ein solches Gerät, welches er für 19,95 US-Dollar vermarkten wollte. Bei der Entwicklung arbeitete er mit Bill Harrison zusammen. Sie entwarfen eine Box, deren Mechanismus ein Bild steuern konnte, welches von der Box auf den Fernseher übertragen wurde. Ihre ersten Erfindungen dienten jedoch noch nicht der Unterhaltung. Das erste Spielzeug, das sie entwarfen, war ein Hebel. Wurde dieser gedrückt, färbte sich eine auf dem Fernseher angezeigte rote Box blau. Als Baer diese Erfindung dem Firmenvorstand vorstellte, meinte dieser, Baer verschwende die Zeit der Firma.
Seit 1967 arbeitete außerdem Bill Rusch mit Baer und Harrison zusammen. Sie entwickelten das Projekt weiter und stellten ein Zweispieler-Spiel fertig. In einem Labyrinth jagte ein Spieler einen anderen. Schließlich entwarfen sie ein System, das bewegende Punkte auf dem Bildschirm einblendete. Hier war die Aufgabe des Spielers, einen weiteren Punkt zu steuern, der den Ersten fangen sollte. Am Ende entstand daraus eine Ping-Pong-Simulation. Baer wollte sein System vermarkten. Sanders war als Firma dazu jedoch nicht geeignet. Die Mitarbeiterzahl sank und als Militärzulieferer konnten sie nicht im Spielzeugmarkt operieren. Danach traten als Interessenten ein Kabel-Produzent, General Electric, Zenith Electronics Corporation, Sylvania und schließlich auch RCA auf. Verträge wurden verfasst, jedoch nie unterschrieben. Ein ehemaliger RCA Mitarbeiter weckte bei seinem neuen Arbeitgeber Magnavox das Interesse an diesem Spielsystem. Bei Magnavox wurde das System etwas überarbeitet und produziert. Ab 1972 wurde das Spielsystem unter dem Namen Odyssey für 100 USD am Markt verkauft.
In der Folgezeit litt Baer an Depressionen, wofür er finanzielle Probleme seines Arbeitgebers und Zweifel am Erfolg seiner Spielekonsole verantwortlich machte. 
Baer starb am 6. Dezember 2014 in seinem Wohnsitz in Manchester, New Hampshire, im Alter von 92 Jahren.

## Ehrungen

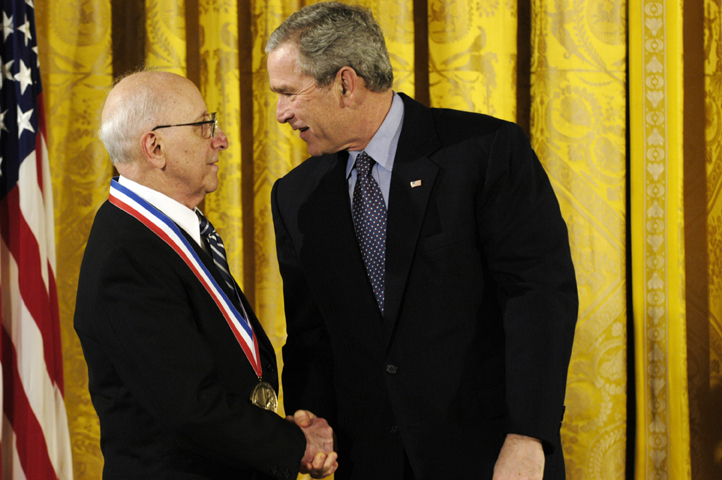
Ralph Baer erhält von US-Präsident Bush die National Medal of Technology.

- Im Januar 2006 wurde Baer von US-Präsident Bush für seine Leistung im Bereich der Technologie mit dem Orden „National Medal of Technology“ geehrt. Dieser gilt als höchste US-Auszeichnung im Bereich Wissenschaft und Technik.
- Im Jahr 2008 erhielt er den IEEE Masaru Ibuka Consumer Electronics Award.
- Für 2014 wurde ihm die IEEE Edison Medal zugesprochen.[6]

Steven L. Kent nennt Baer zusammen mit Steve Russel, dem Erfinder von Spacewar!, die „vergessenen Väter der Videospiele“.

## Erfindungen

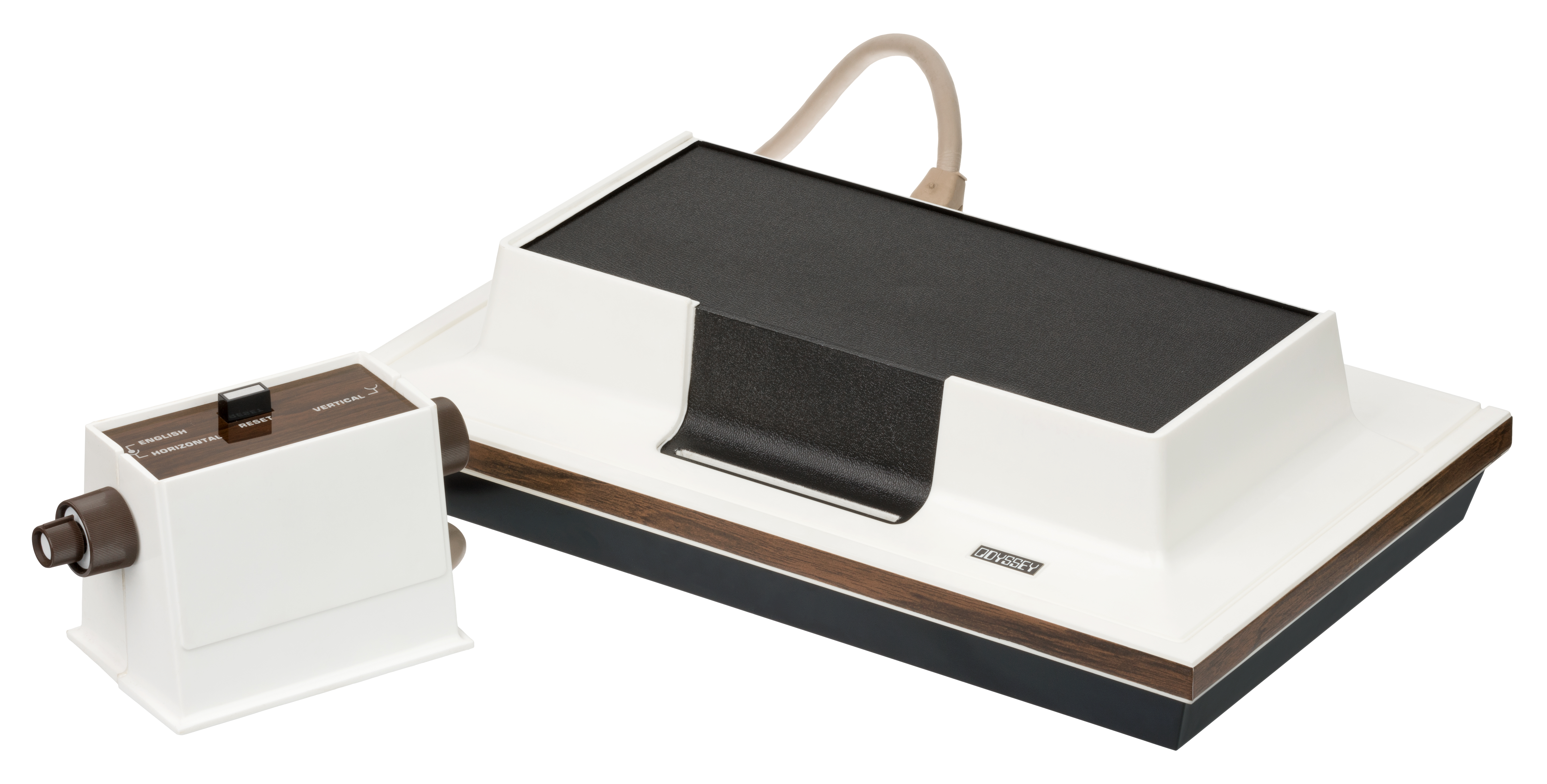
Die Magnavox Odyssey ist die erste jemals erschienene kommerzielle Spielkonsole.

- Der rechteckige Holzklotz arbeitete im Inneren noch nicht mit Computertechnik, sondern mit Transistoren und Schaltern, wobei man für das Benutzen von Spielen eine dazu passende, mit einem Spielfeld bedruckte Plastikscheibe auf den TV-Bildschirm befestigen musste, da die Konsole selbst nur einfachste Grafikelemente darstellen konnte. Mit zwei Drehreglern an beiden Seiten, einer für die Vertikal-, der andere für die Horizontalachse gedacht, bediente man seine Spielfigur oder ein Raumschiff usw. Das Ganze war noch eher wie ein Brettspiel für mehrere Personen mit Konsolenhilfe aufgebaut; die meisten Spielvarianten erforderten weitere mitgelieferte nicht-elektronische Hilfsmittel wie Ereigniskarten usw. Dieses Gerät stellte Baer im selben Jahr noch dem damaligen Elektroriesen Magnavox vor, der schließlich 1972 die Konsole als Magnavox Odyssey in den USA in den Handel brachte. Und dieses mit respektablem Erfolg. Rund 100.000 Stück verkaufte man. Damit war dem Nachfolgegerät Odyssey 2 – und insgesamt den Spielkonsolen – auf dem Markt der Weg bereitet.

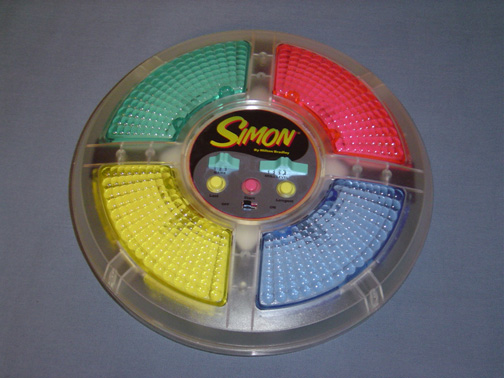
Senso

- Eine weitere Entwicklung Baers ist Senso (englisch Simon), ein bekanntes elektronisches Musikspielzeug, welches das Gedächtnis auf die Probe stellt.